# Люссан (замок)
Замок Люсса́н (фр. Сhâteau de Lussan) — замок XV—XVII веков, расположенный на юге Франции, в коммуне Люссан, (департамент Гар, Окситания). Замок принадлежит коммуне, в нём расположена мэрия. 
4 июня 1926 года постройка была включена в реестр исторических памятников Франции; 22 ноября 1985 года в реестр был отдельно внесён большой зал северо-восточного крыла, декор которого датирован 2-й половиной XVI века.

## История
Замок Вержер (château du Verger), первая крепость на этом месте, появился ещё в XI веке. От него сохранились лишь следы укреплений XII века. Существующий замок строился в конце XV — XVI веках, и позднее был многократно реконструирован. Отлично приспособленный к ведению обороны, в XVII веке он стал более комфортным для жизни.
Размещённый на труднодоступной вершине холма, он служил укреплённой резиденцией местного сеньора, графа д’Одибер де Люссан (d'Audibert de Lussan). В середине XV века Гаспар д’Одибер, вернувшись из похода в Италию, также начал строительство нижнего замка: Шато-де-Фан был предназначен защищать дорогу на подступах к владениям. Несмотря на бурную историю региона замок ни разу не подвергся нападению и прекрасно сохранился вместе со всей окружающей его застройкой.
В июле 1700 года дочь и наследница Жана д’Одибер де Люссана Мария Габриэлла (1675—1741) стала герцогиней Альбемарль, выйдя замуж за Генри Фицджеймса (1673—1702), незаконнорожденного сына короля Англии Якова II и Арабеллы Черчилль. В 1690 году, после поражения в битве при Бойне, отец, потерявший корону, вместе с сыном бежали во Францию. Они планировали реванш: флотилия в Тулоне готовилась к высадке на берега Британии и в 1702 году Генри Фитцджеймс, к тому времени великий приор Мальтийского ордена, был назначен её адмиралом — однако в декабре 1702 года он неожиданно скончался. Полгода спустя, 29 мая 1703 года, в Баньоль-сюр-Сез родилась его дочь, Кристина Мария Жаклин Генриетта Фитцджеймс. Впоследствии она стала монахиней; прожила недолго. Герцогиня Альбемарль в мае 1707 года вторично вышла замуж за Джона Драммонда (1682—1754), 2-го герцога Мелфорта (с 1715).

## Описание
Квадратный в плане, замок фланирован четырьмя круглыми угловыми башнями. Одна из них позднее была украшена кованым навершием и стала служить колокольней; также на ней были установлены часы.
На первом этаже северо-восточного крыла расположен большой зал, плафон которого имеет значительную художественную ценность. Потолок украшен широким фризом и рядом расписных деревянных балок. Специалисты относят живопись ко 2-й половине XVII века. В XVIII веке устаревший и вышедший из моды декор был закрашен, что позволило ему сохраниться. В 1980-х годах проводилась реставрация росписей.
Богатый ленточный орнамент из арабесок эпохи ренессанса дополняют картуши с изображением различных сцен, мифологических персонажей, аллегорий и пейзажей.